# Veronica dilatata
Veronica dilatata är en grobladsväxtart som först beskrevs av George Simpson och J.S.Thomson, och fick sitt nu gällande namn av Garn.-jones. Veronica dilatata ingår i släktet veronikor, och familjen grobladsväxter. Inga underarter finns listade i Catalogue of Life.